# Échute
L'échute (ou échoite, eschoite, échûte, loyale échûte) est, au Moyen-Âge, le droit du seigneur sur les biens d'un vassal qui n'a pas d'héritier direct. C'est la réalisation de la mainmorte.
Le terme est aussi employé à partir du XVIe siècle au moins et jusqu'au XVIIIe siècle pour qualifier la renonciation à toute succession qu'on imposait dans certaines coutumes aux femmes au moment de leur mariage : ayant été dotées, elles étaient exclues du partage des autres biens familiaux. Ses modalités d'application sont confuses (exclusion totale ? priorité inférieure ? limitée ou non aux successions collatérales ?)

## Sens moderne
L'échute réservée est, en Suisse, le droit du commissaire-priseur de ne pas adjuger un objet si le prix atteint par les enchères est insuffisant.
En droit suisse des successions, la loyale échute est un type de pacte successoral par lequel le cocontractant ne renonce à la succession du disposant qu'à la condition qu'une autre personne hérite à sa place.